# Der Hase und der faule Förster
Der Hase und der faule Förster von Milan Šimek ist ein siebenteiliger Zeichentrickfilm aus dem Jahr 1985. Produziert wurde der Film durch das Československá televize in Bratislava. Er untergliedert sich in sieben Episoden, welche jeweils sechs Minuten lang sind. Die Episoden wurden Ende der 1980er in der Sendung mit der Maus wöchentlich als Lachgeschichte ausgestrahlt. Damals erwarb die Degeto die Rechte an dem Film und übertrug diese an den Südwestfunk (heute Südwestrundfunk). Da die Figuren eine Phantasiesprache haben – ähnlich wie Der kleine Maulwurf – war eine deutsche Synchronisation nicht notwendig.

## Handlung
Der Film handelt von einem Hasen, der im Wald wohnt und dem benachbarten Förster Kohlköpfe aus dessen Garten stiehlt. Der Förster träumt davon, eines Tages den ersten Platz auf einer Gemüseschau durch einen wohl gezüchteten Kohlkopf zu ergattern. Tag für Tag findet der Hase einen neuen und kreativen Weg, um sich einen weiteren von insgesamt sieben Kohlköpfen zuzueignen.

## Figuren
Neben dem Hasen und dem Förster erscheinen in weiteren Rollen der Jagdhund des Försters, der Fuchs, welcher ein weiterer Widersacher des Hasen ist, der Hahn des Försters sowie ein Maulwurf und weitere Waldbewohner.

## Episoden
| Folge | deutscher Titel | Originaltitel | Jahr |
| ----- | --------------- | ------------- | ---- |
| 1.    | Montag          | Pondelok      | 1985 |
| 2.    | Dienstag        | Utorok        | 1985 |
| 3.    | Mittwoch        | Streda        | 1985 |
| 4.    | Donnerstag      | Štvrtok       | 1985 |
| 5.    | Freitag         | Piatok        | 1985 |
| 6.    | Samstag         | Sobota        | 1985 |
| 7.    | Sonntag         | Nedeľa        | 1985 |